# Collegio plurinominale Lazio 1 - 03 (2017)
Il collegio elettorale plurinominale Lazio 1 - 03 è stato un collegio elettorale plurinominale della Repubblica Italiana per l'elezione della Camera tra il 2017 ed il 2022.

## Territorio
Come previsto dalla legge elettorale italiana del 2017, il collegio era stato definito tramite decreto legislativo all'interno della circoscrizione Lazio 1.
Il collegio comprendeva la zona definita dai quattro collegi uninominali Lazio 1 - 07 (Roma), Lazio 1 - 12 (Guidonia Montecelio), Lazio 1 - 13 (Velletri) e Lazio 1 - 14 (Marino).

## Dati elettorali

### XVIII legislatura
Come previsto dalla legge elettorale, 386 deputati erano eletti in 63 collegi plurinominali con ripartizione proporzionale a livello nazionale tra le coalizioni e le singole liste che avessero superato la soglia di sbarramento stabilita.
Nel collegio venivano eletti 12 deputati.
| Liste          | Liste                                       | Proporzionale | Proporzionale | Proporzionale | Maggioritario | Maggioritario | Maggioritario |  |
| Liste          | Liste                                       | Voti          | %             | Seggi         | Voti          | %             | Seggi         |  |
| -------------- | ------------------------------------------- | ------------- | ------------- | ------------- | ------------- | ------------- | ------------- |  |
|                | Movimento 5 Stelle                          | 233 847       | 37,11         | 3             | 233 847       | 37,11         | 2             |  |
|                | Lega                                        | 88 885        | 14,10         | –             | 225 497       | 35,78         | 2             |  |
|                | Forza Italia                                | 83 026        | 13,17         | 1             | 225 497       | 35,78         | 2             |  |
|                | Fratelli d'Italia                           | 49 039        | 7,78          | 1             | 225 497       | 35,78         | 2             |  |
|                | Noi con l'Italia – UDC                      | 4 547         | 0,72          | –             | 225 497       | 35,78         | 2             |  |
|                | Partito Democratico                         | 105 553       | 16,75         | 2             | 122 735       | 19,47         | –             |  |
|                | +Europa                                     | 13 013        | 2,06          | –             | 122 735       | 19,47         | –             |  |
|                | Italia Europa Insieme                       | 2 616         | 0,42          | –             | 122 735       | 19,47         | –             |  |
|                | Civica Popolare                             | 1 553         | 0,25          | –             | 122 735       | 19,47         | –             |  |
|                | Liberi e Uguali                             | 19 006        | 3,02          | –             | 19 006        | 3,02          | –             |  |
|                | CasaPound                                   | 11 079        | 1,76          | –             | 11 079        | 1,76          | –             |  |
|                | Potere al Popolo!                           | 7 972         | 1,26          | –             | 7 972         | 1,26          | –             |  |
|                | Partito Comunista                           | 3 434         | 0,54          | –             | 3 434         | 0,54          | –             |  |
|                | Il Popolo della Famiglia                    | 3 137         | 0,50          | –             | 3 137         | 0,50          | –             |  |
|                | Italia agli Italiani (FN - MSFT)            | 2 571         | 0,41          | –             | 2 571         | 0,41          | –             |  |
|                | Per una Sinistra Rivoluzionaria (PCL - SCR) | 583           | 0,09          | –             | 583           | 0,09          | –             |  |
|                | Blocco Nazionale per le Libertà (DC - IR)   | 369           | 0,06          | –             | 369           | 0,06          | –             |  |
| Totale         | Totale                                      | 630 230       | 100           | 8             | 630 230       | 100           | 4             |  |
|                |                                             |               |               |               |               |               |               |  |
| Schede bianche | Schede bianche                              | 7 581         | 1,17          |               |               |               |               |  |
| Schede nulle   | Schede nulle                                | 10 843        | 1,67          |               |               |               |               |  |
| Votanti        | Votanti                                     | 648 654       | 72,27         |               |               |               |               |  |
| Elettori       | Elettori                                    | 897 552       |               |               |               |               |               |  |

## Eletti

### Eletti nei collegi uninominali
Eletti nella coalizione di centro-destra (Lega - FI - FdI - NCI-UDC)
     Eletti nel Movimento 5 Stelle
     Eletti nella coalizione di centro-sinistra (PD - +EUR - Insieme - CP)
| Collegio uninominale    | Eletto | Eletto             | Partito |
| ----------------------- | ------ | ------------------ | ------- |
| 7. Roma-Pomezia         |        | Marco Bella        | M5S     |
| 12. Guidonia Montecelio |        | Sebastiano Cubeddu | M5S     |
| 13. Velletri            |        | Marco Silvestroni  | FdI     |
| 14. Marino              |        | Maria Spena        | FI      |

### Eletti nella quota proporzionale
| Movimento 5 Stelle                                    | Partito Democratico              | Lega            | Forza Italia      | Fratelli d'Italia |
| ----------------------------------------------------- | -------------------------------- | --------------- | ----------------- | ----------------- |
|                                                       |                                  |                 |                   |                   |
| Stefano Vignaroli Francesca Flati Francesco Silvestri | Roberto Morassut Micaela Campana | Sara De Angelis | Sestino Giacomoni | Fabio Rampelli    |

1. ↑  In data 21.06.2022 aderisce al gruppo Insieme per il futuro.